# Лісниково (Тотемський район)
Лі́сниково (рос. Лесниково) — присілок у складі Тотемського району Вологодської області, Росія. Входить до складу П'ятовського сільського поселення.

## Населення
Населення — 4 особи (2010; 11 у 2002).
Національний склад (станом на 2002 рік):
- росіяни — 100 %